# نهر السار
نَهْر السَّار (بالفَرَنسِيَّة: Sarre وبالأَلمانِيَّة: Saar) هُو مَجرى مائِيّ طبِيعِيّ، يَقع في مِنطَقَة غرَاند إِيست، شمال شَرق جُمهُوريّة فَرَنسَا، ووِلاَية سَارلَاند، ورَايِنلَاند بِفَالتس، غَرب جُمهُوريَّة أَلمَانيَا الاِتّحاديّة. يَنبِعُ نَهر السَّار من جِبَال الڤوچ في فَرَنسَا، ويُوَاصِل النّهر جريانهُ لمَسَافَة 246 كم تقريباً، مُشَكِّلاً في مسَارِهِ عددٍ مِن البحرِيّات، والفُرُوع النَهرِيّة الصغِيرة قَبل أَن يصبّ في نَهر موزيل، في بَلدَة كونتس، غَرب جُمهُوريَّة أَلمَانيَا الاِتّحاديّة.

## انظُر أيضاً
- مُستجمع مَائِيَّ.
- قَائِمَة أَنهَارٍ أُورُوبَّا.
- نَهر الدّانُوب المُلَقَّب بِنَهرِ العَوَاصِم.

## صُوّر

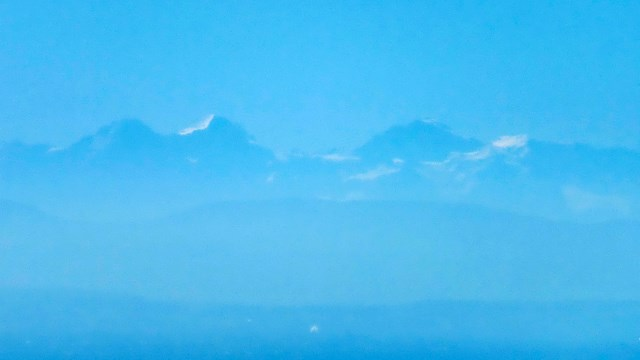
جِبَال الڤوچ مَنبَع نَهر السَّار في شمال شَرق فَرَنسَا.
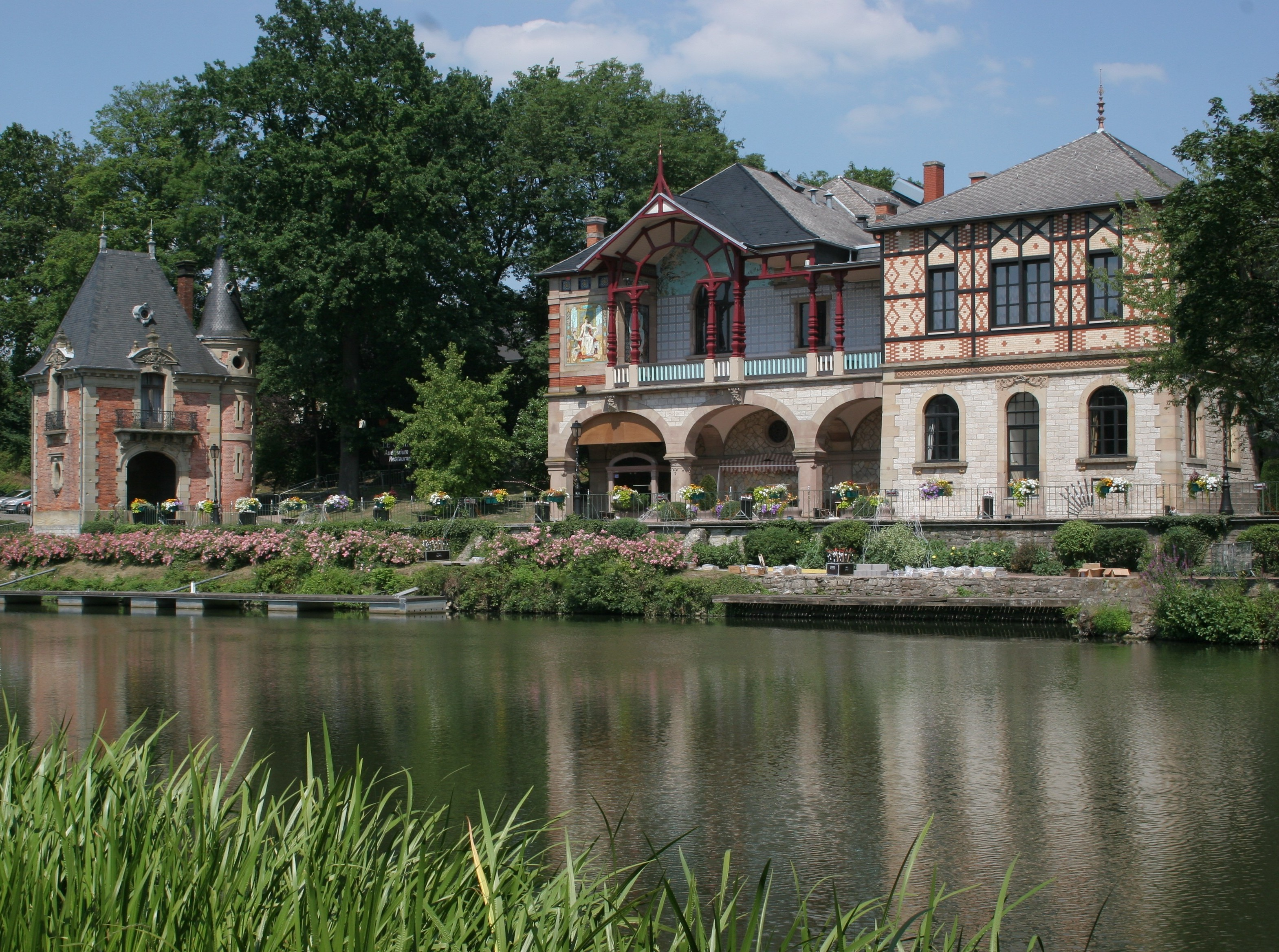
صُورَة لنَهر السَّار في بَلدَة سَرغومِين الفَرَنْسِيَّة.
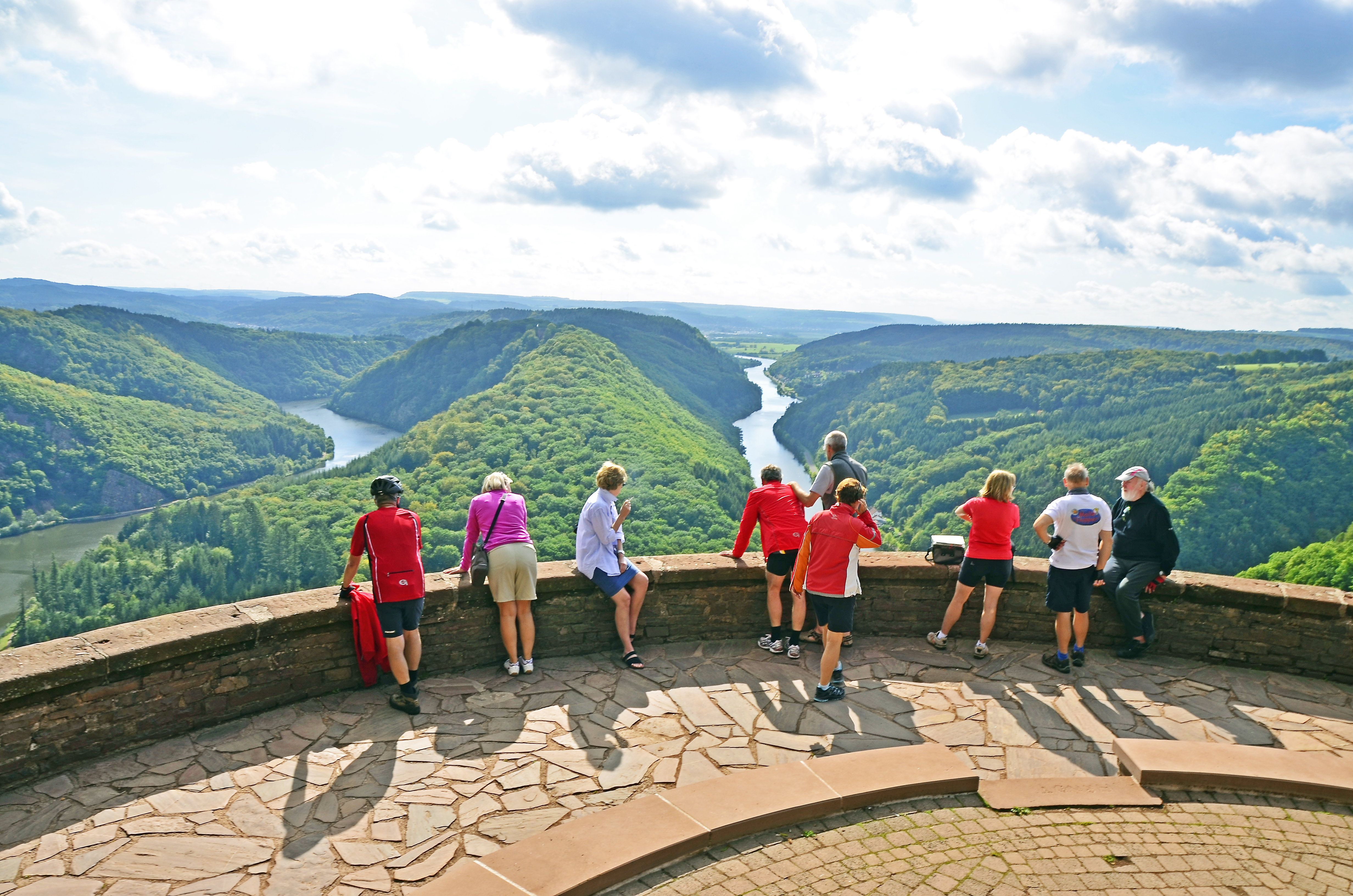
إطلالة على نَهر السَّار من بَلدَة ميتلاخ الأَلْمانِيَّة.
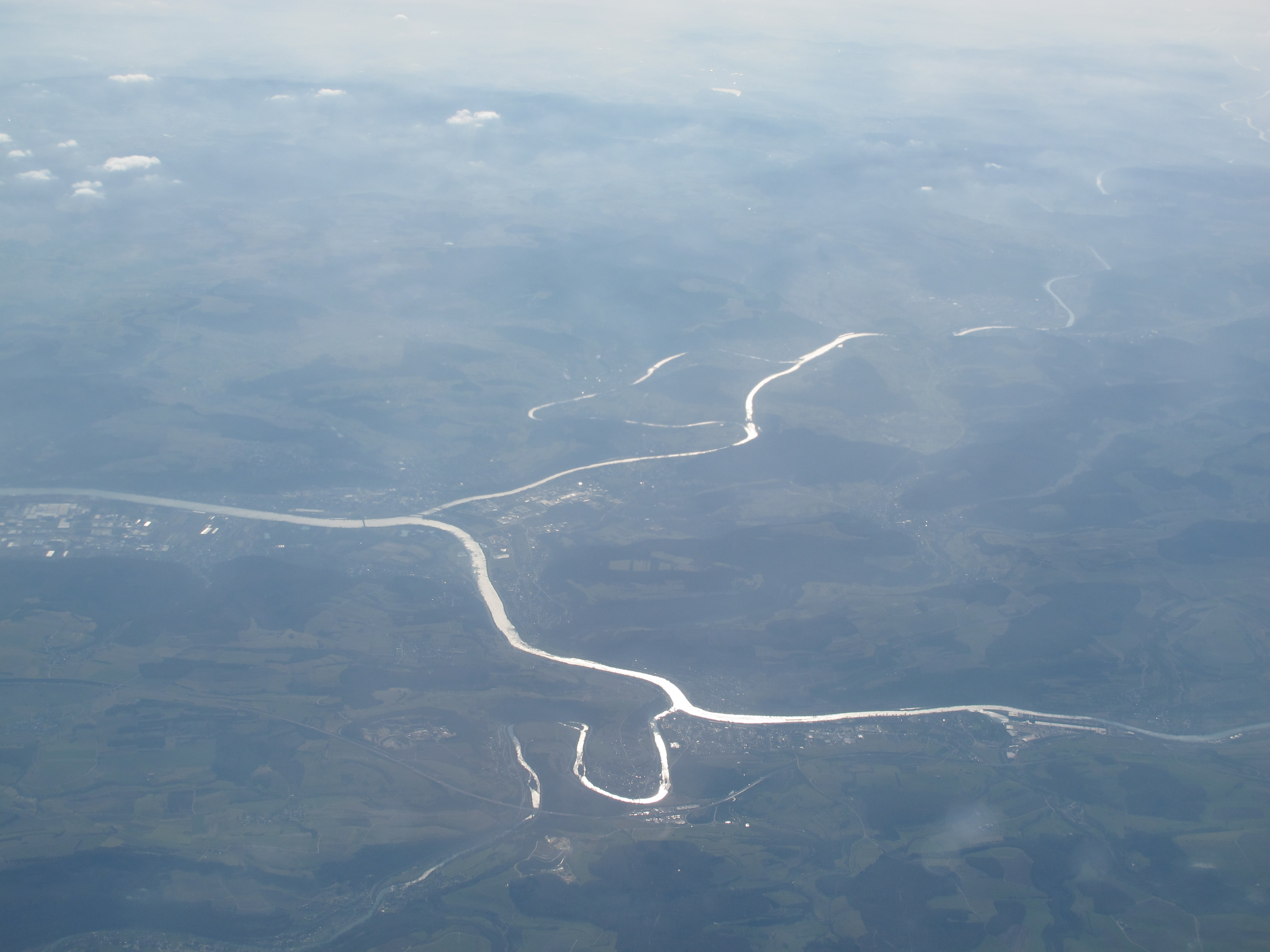
صُورَة مِن الجَوِّ لمَصَبّ السَّار في نَهر الموزيل في بَلدَة كونتس غَرب جُمهُوريَّة أَلمَانيَا الاِتّحاديّة.

## مَراجع
1. ↑  "معلومات عن نهر السار على موقع viaf.org". viaf.org. مؤرشف من الأصل في 2019-09-06.
2. ↑  "معلومات عن نهر السار على موقع sandre.eaufrance.fr". sandre.eaufrance.fr. مؤرشف من الأصل في 2019-09-06.
3. ↑  "معلومات عن نهر السار على موقع dare.ht.lu.se". dare.ht.lu.se. مؤرشف من الأصل في 2019-05-24.